# Melanostigma atlanticum
Melanostigma atlanticum (Koefoed, 1952) è un pesce osseo marino appartenente alla famiglia Zoarcidae.

## Distribuzione e habitat
M. atlanticum è endemico dell'oceano Atlantico settentrionale e dei bacini ad esso afferenti. Si trova lungo le coste americane dal New Brunswick alla Virginia mentre sul lato orientale vive sulle coste europee dalla Scozia occidentale al mar Mediterraneo occidentale. Si incontra anche sulle coste africane settentrionali dalla Mauritania alle isole Canarie, sulla dorsale fra l'Islanda e le isole Fær Øer e nei pressi del sud della Groenlandia, dove però è raro. Mentre nell'Atlantico è relativamente comune, soprattutto nella parte occidentale, nel Mediterraneo è raro o rarissimo ed è stato campionato soltanto in Spagna e nel mar Ligure nei pressi di Sanremo.
Fa vita mesopelagica o batipelagica ai bordi della piattaforma continentale, a profondità fino a oltre 1800 metri ma è più comune tra 365 e 550 metri; nella parte settentrionale dell'areale vive in acque più basse. Vive in genere in acque con una salinità dal 33,4 al 34,7 per mille.

## Descrizione
Questo pesce ha forma anguilliforme, allungata, poco compressa lateralmente e con pinne dorsale, caudale e anale unite a formare una pinna impari continua ricoperta di tegumento. Le pinne pettorali sono piccole, le pinne ventrali mancano del tutto. La pelle è sottile, molle, priva di scaglie e di aspetto gelatinoso, copre anche gli occhi e le pinne impari. Il muso è corto, la bocca piccola con mandibola sporgente e denti caniniformi nella parte anteriore presenti solo nei maschi. Gli occhi sono grandi, vicini fra loro con iride dai vivi riflessi argentati. Le branchie hanno un'apertura molto piccola, simile a un foro. Le narici sono disposte su un tubulo. L'aspetto di questo pesce, soprattutto da vivo o da fresco, è traslucido o semitrasparente. La colorazione dell'animale vivo è bluastro argentato nella parte anteriore e rossastra o bruna, talvolta quasi nera, nella parte posteriore. La bocca ha interno nero.
La taglia raggiunge eccezionalmente i 15 cm, di solito misura attorno a 7-11 cm.

## Biologia

### Alimentazione
Si nutre soprattutto di crostacei sia bentonici che planctonici tra i quali copepodi, ostracodi ed eufausiacei.

### Riproduzione
Si riproduce in gruppi nei pressi del fondale.

### Predatori
Nell'Atlantico viene predato da pesci del genere Sebastes.

## Pesca
Non è oggetto di pesca se non accidentale con reti a strascico di alta profondità. Non è oggetto di consumo.

## Conservazione
La specie è comune in quasi tutto il suo vasto areale, non viene pescata neanche come bycatch e non sembra essere impattata da attività umane. Nel futuro l'incremento della pesca commerciale alle alte profondità potrebbe creare un problema alle popolazioni di M. atlanticum. La lista rossa IUCN classifica la specie come "prossima alla minaccia".